# Вест-Брукфілд (Массачусетс)
Вест-Брукфілд (англ. West Brookfield) — місто (англ. town) в США, в окрузі Вустер штату Массачусетс. Населення — 3833 особи (2020).

## Демографія
Згідно з переписом 2010 року, у місті мешкала 3701 особа в 1479 домогосподарствах у складі 1004 родин. Було 1699 помешкань
Расовий склад населення:
| - 96,8 % — білих - 0,8 % — чорних або афроамериканців - 0,6 % — азіатів - 0,2 % — корінних американців |

До двох чи більше рас належало 1,2 %. Частка іспаномовних становила 1,7 % від усіх жителів.
За віковим діапазоном населення розподілялося таким чином: 20,4 % — особи молодші 18 років, 59,6 % — особи у віці 18—64 років, 20,0 % — особи у віці 65 років та старші. Медіана віку мешканця становила 47,0 року. На 100 осіб жіночої статі у місті припадало 90,6 чоловіків;  на 100 жінок у віці від 18 років та старших — 86,2 чоловіків також старших 18 років.
Середній дохід на одне домашнє господарство  становив 88 816 доларів США (медіана — 67 121), а середній дохід на одну сім'ю — 99 760 доларів (медіана — 79 338). Медіана доходів становила 65 039 доларів для чоловіків та 44 224 долари для жінок. За межею бідності перебувало 6,5 % осіб, у тому числі 0,0 % дітей у віці до 18 років та 5,6 % осіб у віці 65 років та старших.
Цивільне працевлаштоване населення становило 1877 осіб. Основні галузі зайнятості: освіта, охорона здоров'я та соціальна допомога — 28,9 %, виробництво — 14,4 %, науковці, спеціалісти, менеджери — 8,9 %, роздрібна торгівля — 8,8 %.